# Skärkinds härad
Skärkinds härad var ett härad i Östergötland. Häradet omfattade delar av nuvarande Norrköpings, Linköpings, Söderköpings och Åtvidabergs kommuner, vilka är en del av Östergötlands län.  Den totala arealen mätte 352 km² och befolkningen uppgick år 1932 till 5 036 invånare.
Tingsställe var till 1699 vid Skärkinds kyrka (alternativt Skurusäter i Skärkinds socken) för att därefter flyttas till gästgivaregården i Kumla by i Gistad. I slutet av 1800-talet började Hammarkinds tingshus i Mogata att användas tills det 1904 flyttade till Söderköping.

## Geografi
Skärkinds härad låg mellan sjön Roxen och Göta kanal i norr och sjön Yxningen vid gränsen mot Småland i söder. Området är i norr av en del av den bördiga Östgötaslätten vilken sträcker sig över en stor del av landskapet, men är i söder mer kuperat och skogbevuxet. Sjöarna  Borken, Såken och Yxningen avrinner genom Gusumsån, medan Hövern och Hällerstadsjön är en del av Söderköpingsåns  (också kallad Storån) avrinningsområde till havsviken Slätbaken. I sydväst avvattnas området genom Kumlaån vilken mynnar i Roxen norr om Gistad. Historiskt sett har jordbruket varit den viktigaste näringen, även om ringa industri också förekommit. Skärkinds härad gränsade i öster mot Hammarkinds härad, i norr mot Memmings härad, i nordväst mot Åkerbo härad och i sydväst mot Bankekinds härad. I söder låg Norra Tjusts härad i Kalmar län.
Häradet saknade köpingar och municipalsamhällen, men den största tätorten är numera Östra Ryd belägen 25 km söder om Norrköping.

### Socknar
Skärkinds härad omfattade fem socknar.
I nuvarande Norrköpings kommun:
- Skärkind

I nuvarande Linköpings kommun:
- Gistad (före 1888 även del i Bankekinds härad och före 1891 även del i Åkerbo härad)

I nuvarande Söderköpings kommun:
- Gårdeby
- Östra Ryd

I nuvarande Åtvidabergs kommun:
- Yxnerum (före 1892 även delar i Bankekinds härad, Hammarkinds härad och Norra Tjusts härad)

### (Lands)kommuner
Vid 1862 års kommunalförordningar delades häradet in i landskommuner, vilka år 1952 inkorporerades i storkommuner. Yxnerums kommun hamnade då i Björsäters landskommun som år 1971 gick upp i Åtvidabergs kommun. Gistads kommun hamnade i Åkerbo landskommun som år 1971 gick upp i Linköpings kommun. Skärkinds kommun hamnade i Norsholms landskommun, vilken år 1963 lades samman med Skärblacka landskommun som år 1971 inkorporerades i Norrköpings kommun. Gårdeby och Östra Ryds kommuner hamnade under Aspvedens landskommun som år 1971 inkorporerades i Söderköpings kommun.

## Historik
Landskapet Östergötland har varit befolkat sedan urminnes tider och dess invånare omtalas för första gången under folkvandringstiden. Redan tidigt utgjorde landskapet en av de tre centralbygder som under medeltiden skulle komma att forma konungariket Sverige. Slättbygderna i landskapets centrala delar genomkorsades under stenåldern av en fjärd som förband sjön Vättern med havet, och vartefter landet höjdes bildades den bördiga Östgötaslätten på vilken delar av Skärkinds härad var beläget. Namnet Skärkind skrevs år 1335 som Skiärkind och har ett efterled -kind som är vanligt bland häradsnamnen i Östergötland och som kommer av ett isländskt ord för släkt eller ätt. Förledet Skär- syftar på ett område med "stenig mark" eller "stenblock". Häradets ursprungliga tingsplats låg vid Skurusäter i Skärkinds socken där tingen hölls under 1300-talet. Platsen passerades av den medeltida ridvägen Eriksgatan under den tid denna passerade Söderköping, och sträckan genom Skärkind var en del av vägen mellan Söderköping, via Götavirke i Västra Husby socken på väg mot kungsgården vid Askeby öster om Linköping. Tingsplatsen flyttades sedermera till Törnevalla kyrka i Åkerbo härad, för att under 1600-talet åter igen flyttas till gästgivaregården i Kumla by vid samhället Gistad, där den gamla landsvägen mellan Norrköping och Linköping korsade Kumlaån. Platsen utvecklades till att bli ett knutpunkt för hela bygden, och när Södra stambanan drogs fram genom området under mitten av 1800-talet kom Gistads station att förläggas hit, relativt långt ifrån den ursprungliga kyrkbyn. Här låg dessutom en kvarn som fortfarande är i drift, samt ett stenbrott där kalksten och marmor (s.k. Skärkindssten) bröts från 1600-talet och framåt. Gistads kyrka härrör ursprungligen från mitten av 1100-talet, men revs år 1863 och ersattes då med den nuvarande byggnaden. Häradets första kyrka är dock Skärkinds kyrka c:a 4 km nordost om Gistad som också den ursprungligen uppfördes under 1100-talet och tillhör de äldsta i hela Östergötlands län. Också denna revs emellertid under 1800-talet och ersattes med en ny byggnad några hundra meter söder om den ursprungliga. Gårdeby kyrka från 1200-talet står dock kvar i relativt oförändrat skick. 
Trots att jordbruket utgjort Skärkinds härad huvudsakliga försörjning återfanns i Yxnerums socken i dess södra delar omfattande bruksverksamhet vid Borkhult nära sjön Yxningen. Här inrättade år 1726 generalen Jacob Burensköld ett fideikommiss kring herrgården, vilken med tiden växte till en av landets största egendomar nära 16 000 hektar stor. Skogarna i närheten gav god tillgång till träkol vilket drev flera stångjärnshammare, till vilka järnmalm levererades från gruvorna i Nartorp och Utö gruvor i Stockholms skärgård. Av järnet uppfördes bl.a. fyren på Häradskär utanför Valdemarsvik. Med tiden tillkom även manufakturer, ett tegelbruk samt ett pappersbruk, men verksamheten kom att upphöra år 1904. Bland häradets övriga herrgårdar märks Björkviks herrgård i Östra Ryds socken som bildades som sätesgård under 1300-talet och då tillhörde Skärkinds häradshövding. Huvudbyggnaden uppfördes under 1600-talets mitt och har en  fatbur från 1500-talet som uppförts som kopia på Skansens friluftsmuseum i Stockholm.

### Län, fögderier, tingslag, domsagor och tingsrätter
Socknarna ingick i Östergötlands län. Församlingarna tillhör(de) Linköpings stift.
Häradets socknar hörde till följande fögderier:
- 1720-1917 Hammarkinds och Skärkinds fögderi
- 1918-1945 Linköpings fögderi
- 1946-1990 Norrköpings fögderi. Dock Skärkinds socken tillhörde Finspångs fögderi mellan  1952 och 1967 och Gistads socken var kvar i Linköpings fögderi.

Häradets socknar tillhörde följande tingslag, domsagor och tingsrätter:
- 1680-1903 Skärkinds tingslag i
  - 1680-1852 Åkerbo, Bankekinds, Hanekinds, Memmings och Skärkinds häraders domsaga (delad mellan 1781 och 1805)
  - 1853-1903 Hammarkinds, Stegeborgs och Skärkinds domsaga
- 1904-1970 Hammarkind och Skärkinds tingslag i Hammarkinds, Stegeborgs och Skärkinds domsaga, dock ej för Gistads socken från 1952

- 1971- Norrköpings tingsrätt och domsaga

## Häradshövdingar
| Ämbetstid | Namn                                    | Levandstid |
| --------- | --------------------------------------- | ---------- |
| 1357      | Bengt Bosson (Natt och Dag)             |            |
| 1367      | Bengt Karlsson (Örnfot)                 |            |
| 1380      | Peder Tomasson (tre rosor)              |            |
| 1402–1428 | Knut Nilsson (Gera)                     |            |
| 1438–1462 | Håkan Holk                              |            |
| 1474–1484 | Karl Knutsson (Gera)                    |            |
| 1505      | Nils Bese                               |            |
| 1505–1516 | Holger Karlsson (Gera)                  | –1541      |
| 1524      | Trul Andersson (halv lilja med stjärna) |            |
| 1548      | Karl Holgersson (Gera)                  | –1566      |
| 1568–1579 | Jöran Holgersson (Gera)                 | –1588      |
| 1581–1598 | Bengt Jöransson                         |            |
| 1614–1620 | Olof Eriksson                           |            |
| 1622–1652 | Carl Sabelsköld                         | 1590–1663  |
| 1653–1679 | Erik Påvelsson (Mölner)                 |            |
| 1679–1680 | Samuel Ehrencrona                       |            |